# Nowa Schodnia
Nowa Schodnia (niem. Neu Schodnia, a od 1914 Neu Ostdorf) – wieś położona w województwie opolskim, w powiecie opolskim, w gminie Ozimek.
Miejscowość powstała w roku 1828, jako przysiółek Schodni Starej. Odrębną wieś stanowi od roku 1945 i obecnie liczy ok. 300 mieszkańców. Pierwsze wzmianki o niej pochodzą z roku 1485, kiedy traktowana była jako część Starej Schodni (Wschodnia).